# Cheilodipterus nigrotaeniatus
Cheilodipterus nigrotaeniatus és una espècie de peix pertanyent a la família dels apogònids.

## Descripció
- Pot arribar a fer 10 cm de llargària màxima.
- Cos amb quatre ratlles negres.
- 7 espines i 9 radis tous a l'aleta dorsal i 2 espines i 8 radis tous a l'anal.
- L'espai entre les ratlles del cap és de color groguenc.
- Aletes pàl·lides.
- Imita les espècies del gènere Malacanthus: només un examen minuciós revela la forma diferent de la boca i en què l'apogònid té dues aletes dorsals separades, mentre que Malacanthus en té una de sola (allargada i contínua).[5][6]

## Reproducció
Assoleix la maduresa sexual en arribar als 6-6,5 cm de longitud.

## Hàbitat
És un peix marí, associat als esculls i de clima tropical.

## Distribució geogràfica
Es troba al Pacífic occidental: les illes Filipines i Moluques.

## Costums
Mimetitza el comportament de Meiacanthus grammistes, ja que neda en aigües obertes d'una manera similar a aquest utilitzant la cua per a nedar en comptes de les aletes pectorals.

## Observacions
És inofensiu per als humans.